# Rodolfo Martín Villa
Rodolfo Martín Villa (Santa María del Páramo, 10 de març de 1934) és un polític i empresari espanyol, que fou diverses vegades ministre en el Govern d'Espanya i una de les figures més destacades de la transició espanyola. Sobre ell hi ha una ordre de captura internacional per crims contra la humanitat comesos durant la massacre del 3 de març de 1976 a Vitòria.

## Biografia
Va néixer el 10 de març de 1934 a la població de Santa María del Páramo, situada a la província de Lleó. Son pare, Emilio Martín Fernández, era empleat de ferrocarrils de la Companyia dels Camins de Ferro del Nord d'Espanya. Va estudiar Enginyeria industrial a la Universitat de Madrid i pertany al Cos d'Inspectors de Finances de l'Estat. Vinculat amb el sindicalisme vertical, va ocupar diversos alts càrrecs durant l'època franquista:
- Cap Nacional del Sindicato Español Universitario (1962-1964)[6]
- President del Sindicato de Papel, Prensa y Artes Gráficas
- Delegat provincial de Sindicats a Barcelona (1965)[7]
- Director general d'Indústries Tèxtils del Ministeri d'Indústria (1966)
- Secretari general de l'Organización Sindical (novembre de 1969)[8]
- Governador civil i cap provincial del Movimiento de Barcelona (1974)
- Procurador a les Cortes Espanyoles (legislatures VII, VIII, IX, X)

Va participar en la Conferència Constitucional (1967-1968) que va elaborar la Constitució de Guinea Equatorial de 1968.
Ha estat president de diverses empreses i corporacions industrials, entre les quals destaquen Endesa entre 1997 i 2002, empresa que l'any 2006 el nomenà President d'Honor. Des de 2006 és President de Sogecable.
El mes d'octubre de 2014 la jutgessa argentina María Servini va dictar una ordre internacional de detenció contra l'exministre i 19 persones més per la seva relació amb crims comesos durant la dictadura franquista.

## Activitat política
Nomenat membre a les Corts Espanyoles l'any 1961 com a Conseller Nacional, el maig de 1974 fou nomenat Governador Civil de la província de Barcelona, càrrec que va mantenir fins que sota la presidència de Carlos Arias Navarro va ser Ministre de Relacions Sindicals al desembre de 1975, en el primer govern de la monarquia.
Després de ser nomenat Adolfo Suárez President del Govern al començament de la transició democràtica, el juliol de 1976 va ocupar la cartera de Governació fins a l'abril de 1979, i va ser un dels personatges claus de la transició.

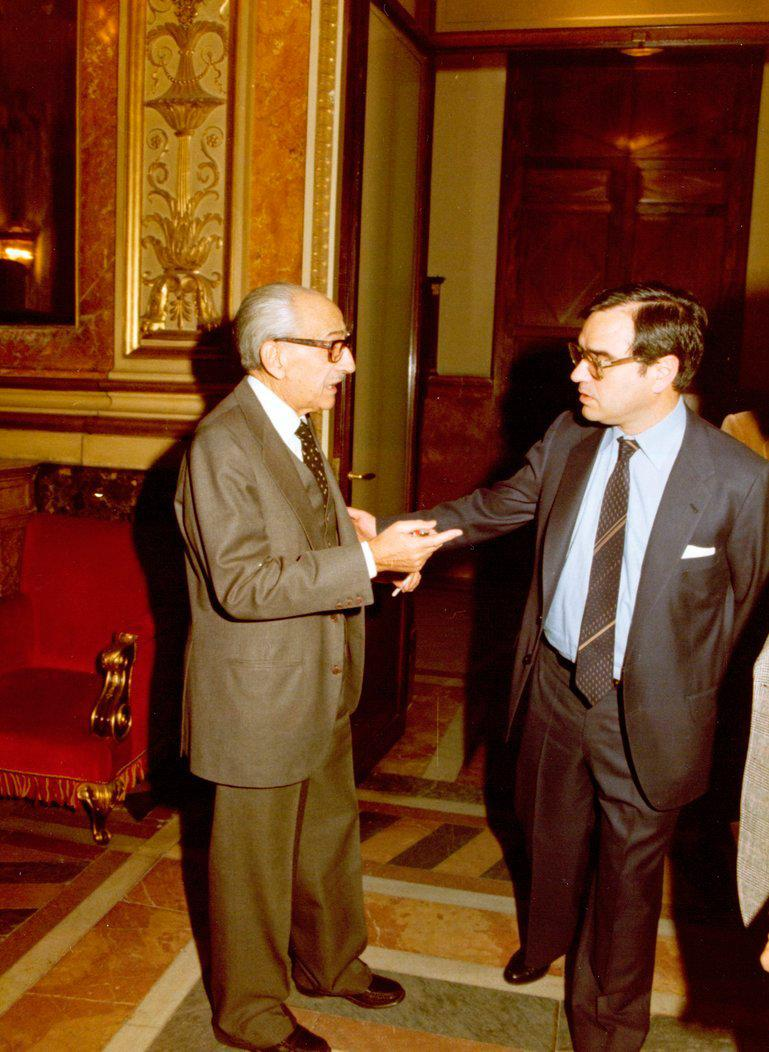
El vicepresident 1r del Govern i d'Assumptes de Defensa, Manuel Gutiérrez Mellado, conversa amb Rodolfo Martín Villa, ministre d'Administració Territorial, el 1980.

S'integrà com a independent (sector blau o d'exfranquistes) a la Unió de Centre Democràtic (UCD), al mateix temps que era designat senador reial a les Corts Generals de 1977. En les eleccions generals de 1979 fou escollit diputat al Congrés en representació de la província de Lleó. Va tornar al govern al setembre de 1980 com a Ministre d'Administració Territorial. Després de la dimissió d'Adolfo Suárez com a president del govern, el nou president Leopoldo Calvo-Sotelo el confirmà en el càrrec. Al desembre del mateix any es va convertir en Vicepresident Primer del Govern, càrrec que va mantenir fins al juliol de 1982.
Amb la dissolució de la UCD, es va incorporar al Partit Demòcrata Popular (PDP) d'Óscar Alzaga per integrar-se l'any 1989 al Partit Popular, de la mà del qual va tornar a obtenir l'acta de diputat en les eleccions generals espanyoles de 1989 en representació de la circumscripció de Madrid, escó que repetí en les eleccions de 1993 i 1996. Allunyat de la primera línia política, fou comissionat del Govern per al desastre del Prestige l'any 2002.

## Premis i reconeixements
L'any 1976 li fou concedida la medalla d'or de Barcelona, considerada la màxima condecoració civil de la ciutat. Anys després, el 2017, l'Ajuntament de Barcelona li retirà la concessió del guardó. No obstant això, la mesura fou revocada el 27 de gener de 2022 pel Tribunal Superior de Justícia de Catalunya. La sentència estimà el recurs d'apel·lació contra el reglament municipal de 2012 i decidí mantenir les distincions concedides a tota persona i entitat corporativa a l'empara de l'anterior Reglament Municipal de 1950. El tribunal prengué la decisió amb dos vots contraris i fonamentà la decisió en la manca de fets nous, com per exemple la massacre del 3 de març de Vitòria, que permetessin deixar sense efectes la distinció de 1976 a l'alt càrrec franquista ja que aquests succeïren amb anterioritat. Inicialment, l'acord de retirada de medalles d'or es basà en l'article 6 del reglament de 2012, que introduí la possibilitat de revocació de medalles per actes desmereixedors de la seva concessió. Tot i així, l'endemà, Martín Villa anuncià que desistia de la medalla.